# Montevideo Shopping
Montevideo Shopping es un centro comercial de la ciudad de Montevideo, el primero en el país y en el Río de la Plata. Pegado al mismo, se encuentran las Torres del World Trade Center de Montevideo.

## Historia
Fue inaugurado en el año 1985, en el predio donde había funcionado el antiguo hospital Fermín Ferreira. Su inauguración lo posicionó como el primer centro comercial del Uruguay y del Río de la Plata, aunque también significó un gran cambio en los hábitos de los montevideanos, quienes acostumbraban a ir de compras y pasear a la avenida 18 de Julio. Años más tarde irían llegando nuevos establecimientos comerciales en distintos puntos de la ciudad cambiando la fisonomía de Montevideo, consagrándose la multiplicidad de zonas comerciales.
Cuenta con tiendas de renombre, una plaza de comidas, restaurantes y supermercados.
Dispone de un total de 181 comercios en tres niveles y una capacidad para un total de 2051 vehículos estacionados. En 2013 el estacionamiento pasó a ser gratuito solo durante 3 horas y en octubre de 2016 se bajó a 2 horas, pudiéndose obtener más horas gratis presentando boletas de compras o entradas de cine.

## Arquitectura
La obra es del Estudio Gómez Platero, con la intervención de Eladio Dieste en la original estructura de ladrillo. Fue proyectada e ideada por Luis Eugenio Lecueder.
El diseño de la gaviota fue realizado por el dibujante Gabriel Odera.

## Tiendas
Entre las principales marcas internacionales con presencia en el centro comercial destacan: H&M, Zara, Gap, Levi's, Zara Home, H&M Home, Adidas, American Airlines, Lacoste, LEGO, MAC Cosmetics, RENNER y Starbucks.

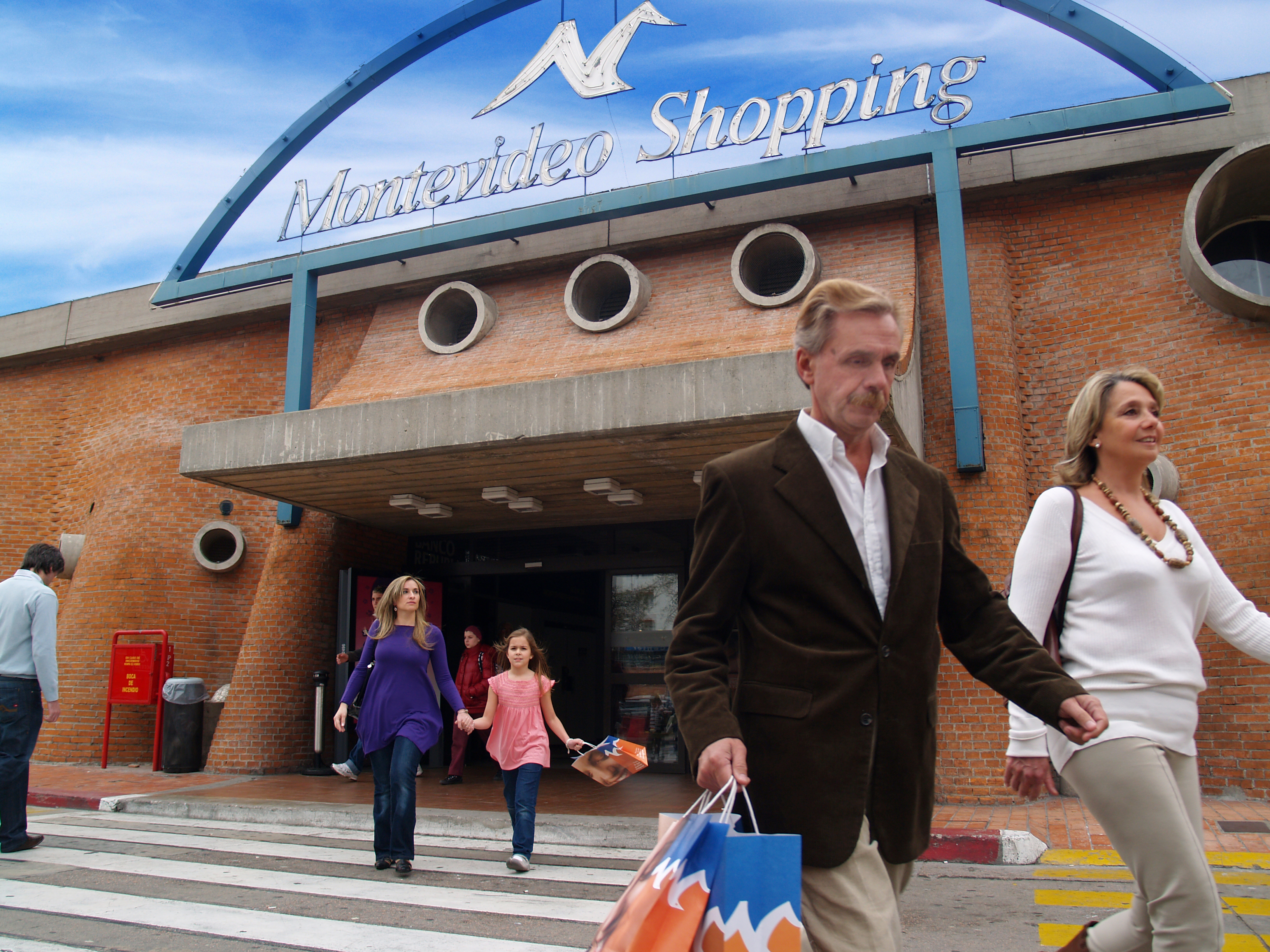
Acceso al shopping

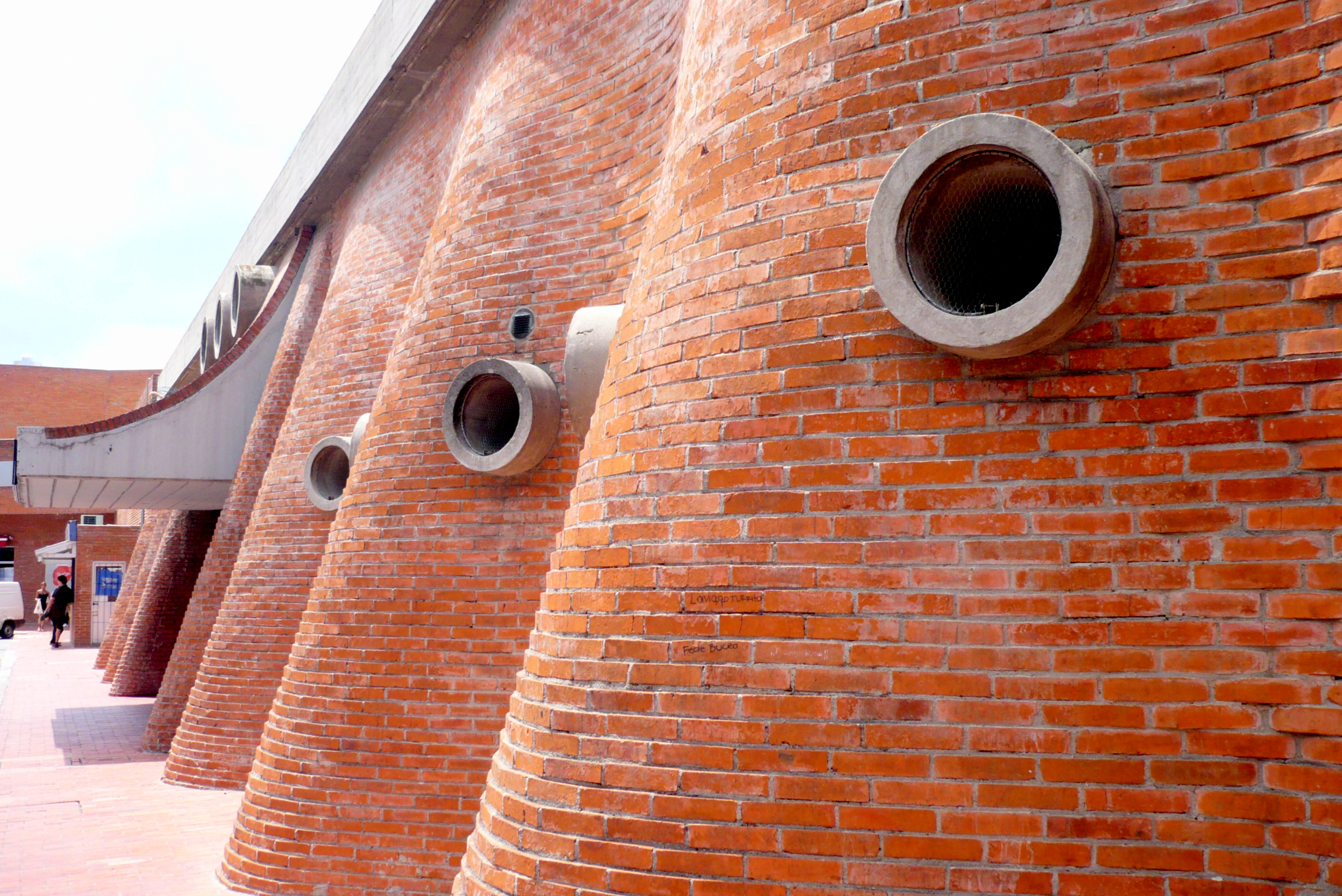
Características arquitectónicas del edificio.